# Universal Music México
Universal Music Group México, S.A. de C.V. (o simplemente UMG México) es la subsidiaria mexicana de la compañía discográfica estadounidense Universal Music Group (UMG). Fue fundada como Dusa Discos Universales en 1963, aunque sufrió varios cambios de nombre a lo largo de los años. Fue adquirida por Gramophon Philips Group (PolyGram) en 1971, y pasó a llamarse Polydor, y luego se convirtió en PolyGram Discos en 1979. En 1999, tras la fusión de PolyGram con Universal Music Group por la adquisición de Seagram, se cambió al actual nombre Universal Music México.

## Origen y cambio de nombre
PolyGram Discos, S. A. de C. V. surgió en el año 1990 abriendo una oficina mexicana de PolyGram, que tenía la intención de fabricar y distribuir discos, cintas y CD de los artistas extranjeros de las disqueras de PolyGram (como Island y Mercury Records) para el mercado mexicano. A partir del año 1999; debido a la adquisición de PolyGram por parte de Seagram el año anterior (posteriormente fusionándola con Universal Music Group), la oficina de México pasó a llamarse Universal Music México, S. A. de C. V.

### EMI Music México

Logo de EMI Music México

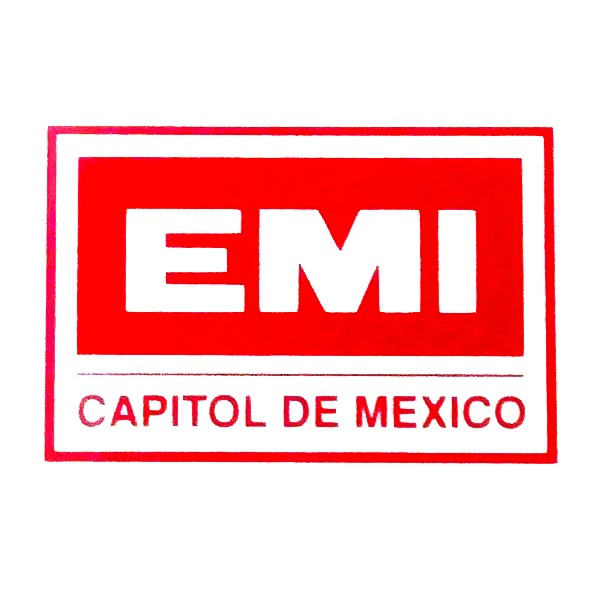
Logo de los años 70 de EMI Capitol.

Los orígenes de EMI en México, surgieron en el año 1965, cuando la compañía discográfica estadounidense Capitol Records, llega a México con el nombre de Discos Capitol De México, S.A. para formar una empresa local con el objetivo de distribuir la música de artistas de Capitol en México. El 1 de julio del año 1970, la empresa, debido a circunstancias, pasa a ser dirigida por el conglomerado matriz de Capitol Records, Electric & Musical Industries Ltd. (EMI). Luego de este cambio de administración, la compañía pasa a ser conocida como Discos Capitol De México, S.A. De C.V.
En el año 1975, la compañía cambió el nombre a EMI Capitol De México, S.A. De C.V. Alrededor del año 1984, se creó el sello discográfico mexicano Melody, que durante la década de los ochenta contó con artistas como Grupo Mojado, Los Tigres Del Norte, Los Humildes, Los Bukis, Los Caminantes, Rigo Tovar, Los Yonic's, Timbiriche, Flans, Lucero y Thalia, Cristian Castro y Enrique Iglesias. Lo realmente importante ocurrió en el año 1994, pues Melody cambia de nombre a Fonovisa, y vende algunos catálogos mexicanos a EMI Music México.
EMI Music México siguió su camino hasta el año 2009, cuando Universal Music Group compra a EMI, y todo el catálogo y artistas de EMI Music México pasaron a ser de Universal Music México, desde ese año, Universal Music México siguió utilizando a EMI Music México como una disquera propiedad de ellos, en el año 2022, la disquera sella su marca como EMI, Universal Music Group México, S.A. de C.V.

## Artistas
Lista de artistas de la empresa:
- Alan Navarro
- Alberto Barros
- Alejandro Fernández
- Andrés Calamaro
- Bratty
- Belanova
- Café Tacvba
- Chico Che y La Crisis
- Daniela Spalla
- Danna Paola
- Ed Maverick
- Elettra Lamborghini
- Emmanuel
- Enjambre
- Enrique Guzmán
- Jorge Muñiz
- José Madero
- Lasso (cantante)
- La Arrolladora Banda El Limón
- Los Ángeles Negros
- Los Tigres del Norte
- Ludovico Einaudi
- Lucero
- Luis Arturo
- Majo Aguilar
- Mon Laferte
- Molotov
- Morat
- Paty Cantú
- Zoé